# Tren pendular
Un  tren pendular  o  tren basculant és aquell capaç de donar als cotxes una inclinació superior a la de les vies, cosa que li permet prendre les corbes a major velocitat que els trens normals.
Entre els trens pendulars existeixen els passius, que s'inclinen per la inèrcia de la corba igual que ho fa un pèndol, i els actius, que disposen de mecanismes automàtics que inclinen el tren.

## Funcionament

### Comportament del tren en corba
Quan un tren (o un altre vehicle) pren una corba, la força centrífuga l'empeny cap a l'exterior. En un tren convencional, igual que en altres vehicles com cotxes o autobusos, dotats de mecanismes de suspensió entre la caixa i les rodes, aquesta força fa que la caixa s’inclini, recolzant-se més sobre la suspensió externa. També els passatgers i els objectes són empesos en el sentit oposat al del revolt.
Per compensar aquest efecte, les corbes de les vies de tren estan peraltades: el rail extern està més elevat que l’intern, amb una inclinació proporcionada al radi de la corba i a la velocitat prevista. El peralt dona a tot el vehicle (caixa i eixos) una inclinació contrària a la força centrífuga, de forma que els passatgers se senten assentats amb més força sobre el seient i menys empesos lateralment. Tanmateix, el peraltat té un límit: a partir d’un cert grau d’inclinació, la base sobre la qual es sustenten les vies no resulta prou estable i, a la llarga, no resisteix la força lateral que exerceixen les rodes sobre els rails. Això impedeix augmentar indefinidament la velocitat dels trens.
El desenvolupament de trens d’alta velocitat s’ha hagut d’enfrontar al problema que els peralts de les vies convencionals són inferiors als necessaris i limiten la velocitat del tren. Però d’altra banda, els peralts per a alta velocitat serien excessius per als trens normals, tant de passatgers com de mercaderies. A més, moltes corbes són massa tancades i exigirien un peraltat més enllà del límit admissible.
Per a l’alta velocitat s’han desenvolupat dos tipus de solucions. La primera consisteix en construir xarxes específiques amb traçats més rectilinis i amb corbes de radis de gir més grans, dotades dels peralts adients. Aquesta fou adoptada pels pioners de l’alta velocitat com el ’’tren bala’’ japonès o el TGV francès.
La segona possibilitat és dissenyar trens capaços d’inclinar la caixa cap a l’interior de la corba, completant l'efecte que els peralts de les vies convencionals no arriben a proporcionar. Aquesta va ser escollida per països que, per motius pressupostaris o orogràfics, volien que la xarxa existent fos compartida pels trens convencionals i els d’alta velocitat, com ara Itàlia, Suïssa o Espanya, que ho feu inicialment amb el Talgo.
La inclinació de caixa, al seu torn, es pot aconseguir de forma passiva o activa.

### Basculació passiva
La basculació passiva o natural, que dona origen a la denominació de tren pendular, es basa en ancorar la caixa a un sistema de suspensió elevat (per damunt del centre de gravetat). La caixa queda doncs “penjada” i la força centrífuga li dona una inclinació cap a l’interior de la corba, com fan les cadiretes voladores dels parcs d’atraccions. S’anomena passiva, ja que és la pròpia força centrífuga la que inclina la caixa.

### Basculació activa
En la basculació activa o assistida, la suspensió està dotada de dispositius pneumàtics o hidràulics que inclinen la caixa cap a l’interior de la corba. La inclinació és proporcional a les característiques de la corba i és controlada per l’ordinador central del tren. S’anomena activa perquè, en comptes d’aprofitar la força centrífuga, necessita una aportació extra d’energia per actuar en sentit contrari. Aquesta solució dona lloc a la denominació “tren basculant”, ja que la suspensió està sota el centre de gravetat i la caixa bascula sobre el bogi.

## Història

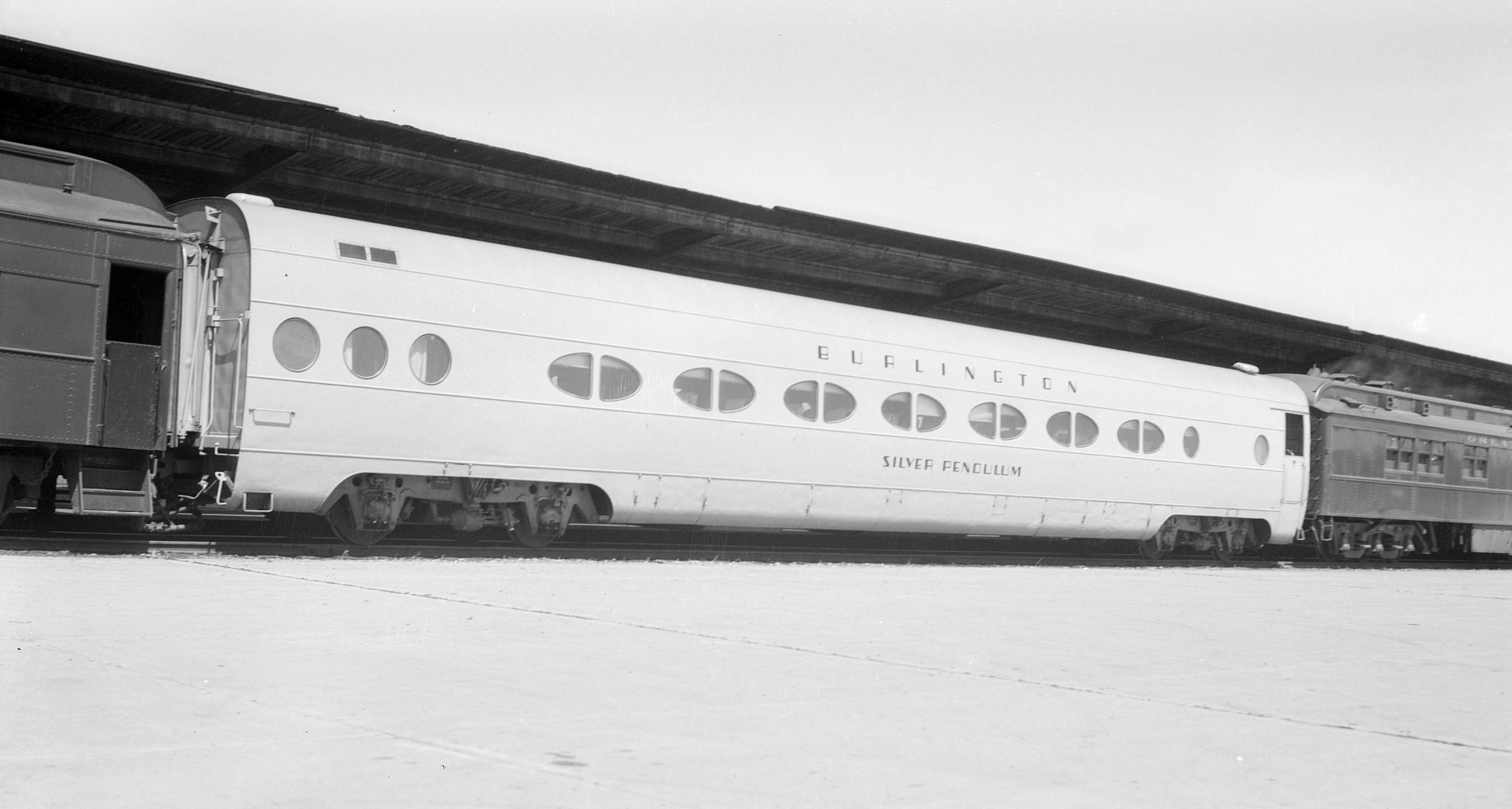
Un dels tres cotxes del “Santa Fe pendulum car”, el primer pendular del món

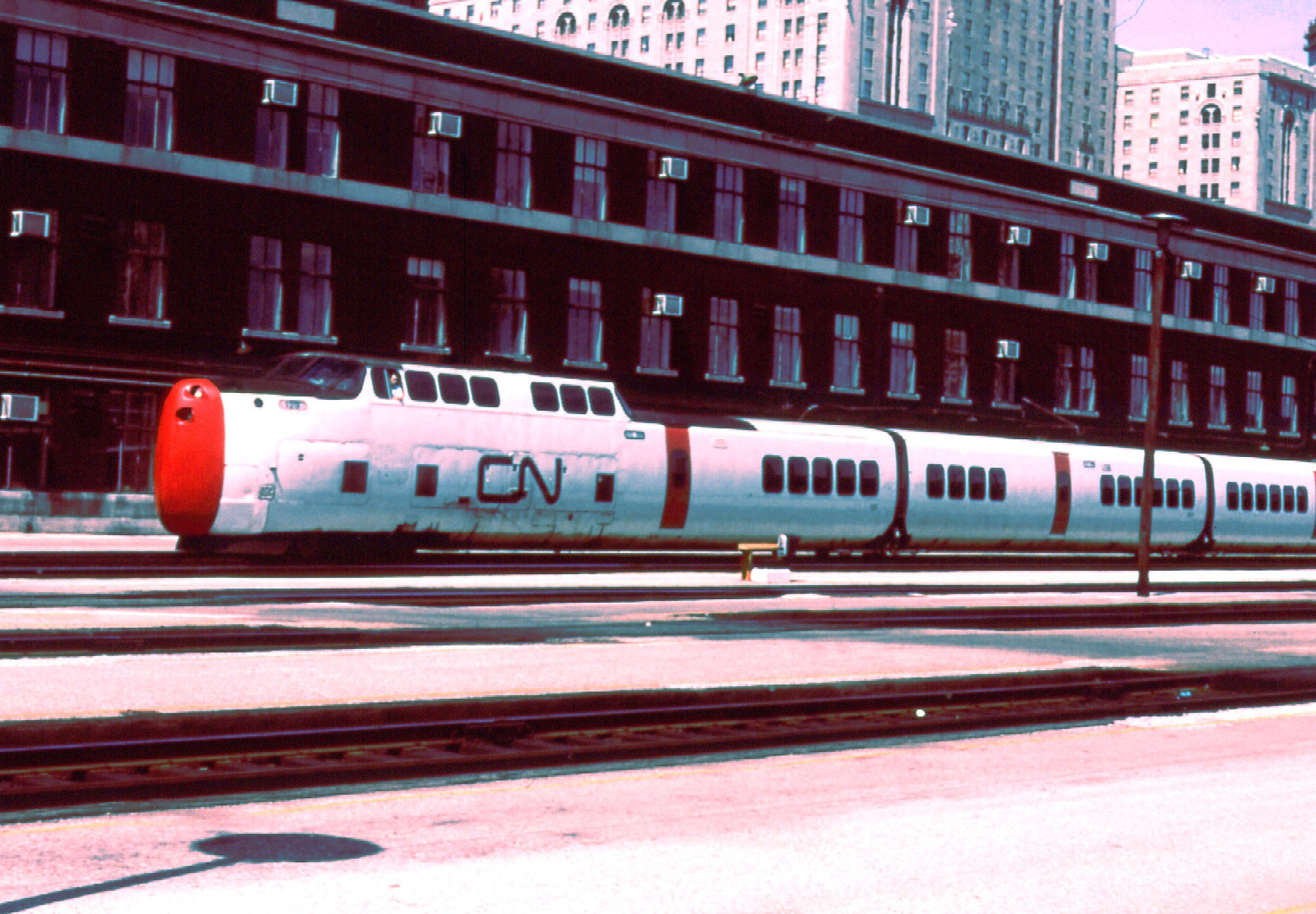
El TurboTrain a Toronto l’any 1975

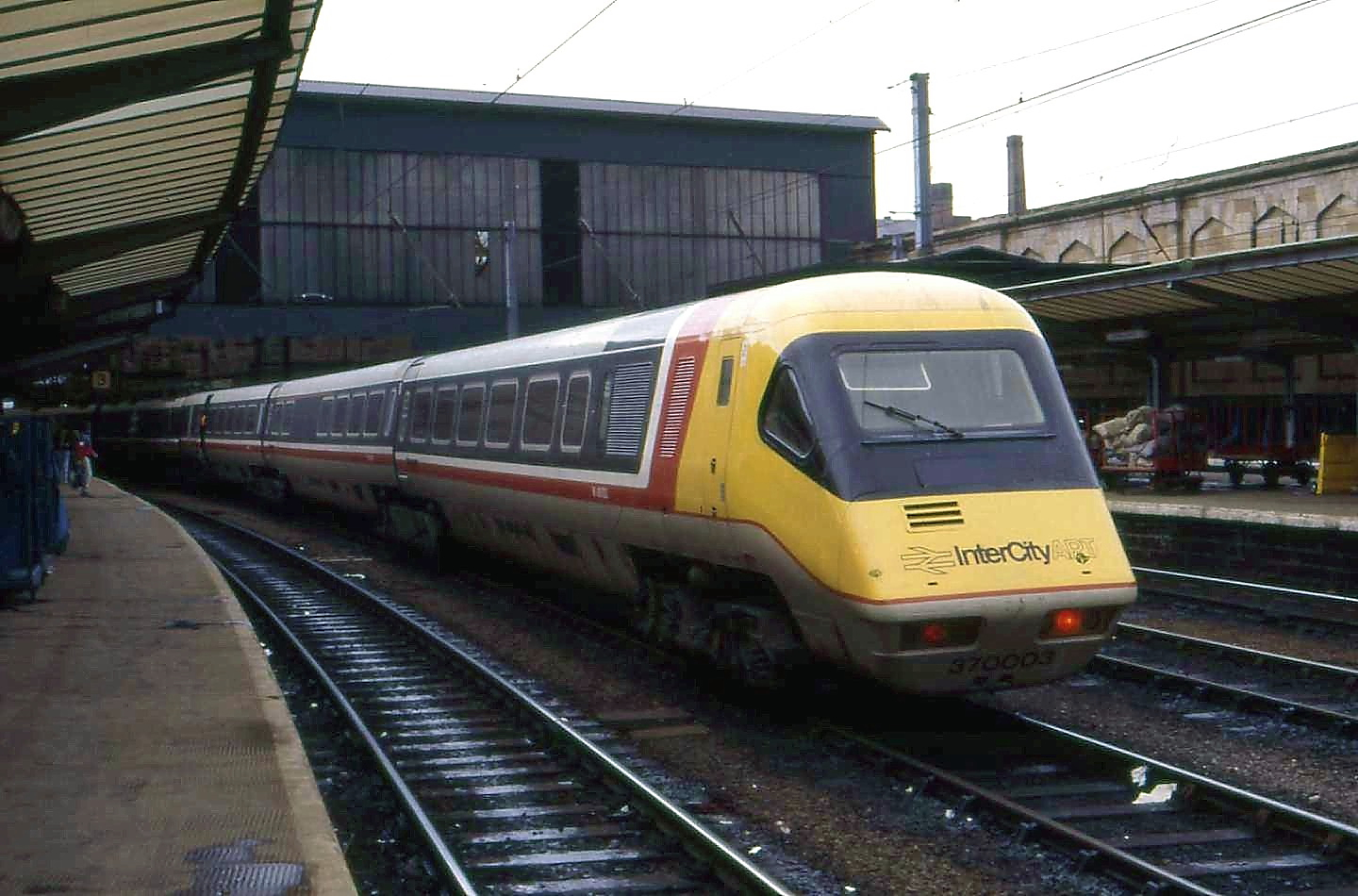
Un APT a Carlisle

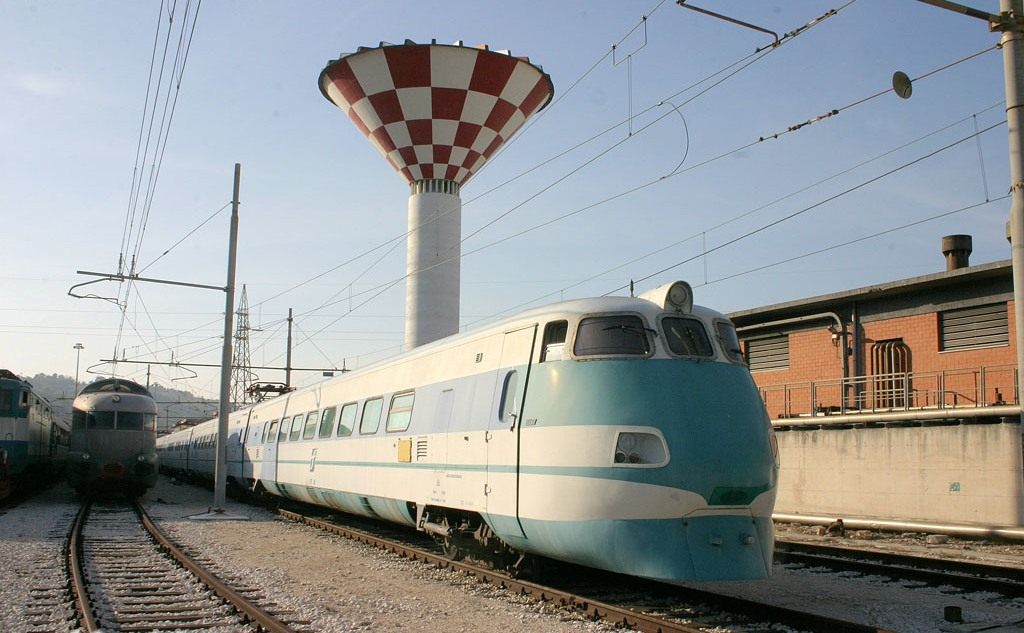
El primer model Pendolino, l'ETR-401, a l'estació d'Ancona

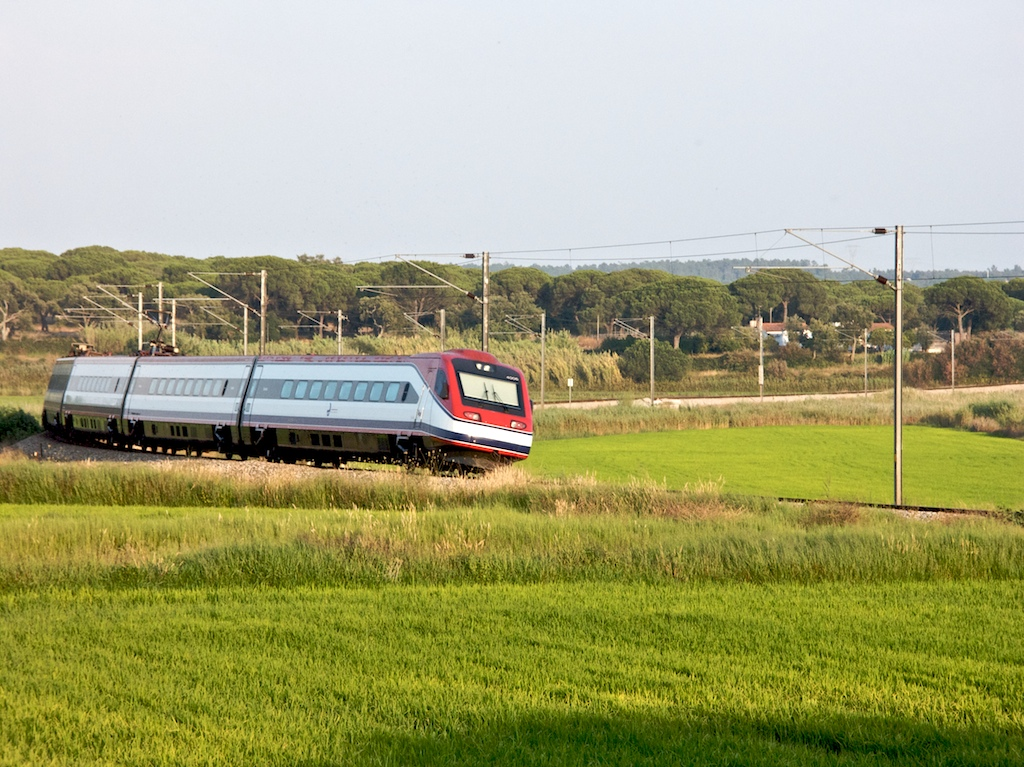
Alfa Pendular, el Pendolino utilitzat actualment a Portugal, l'any 2008

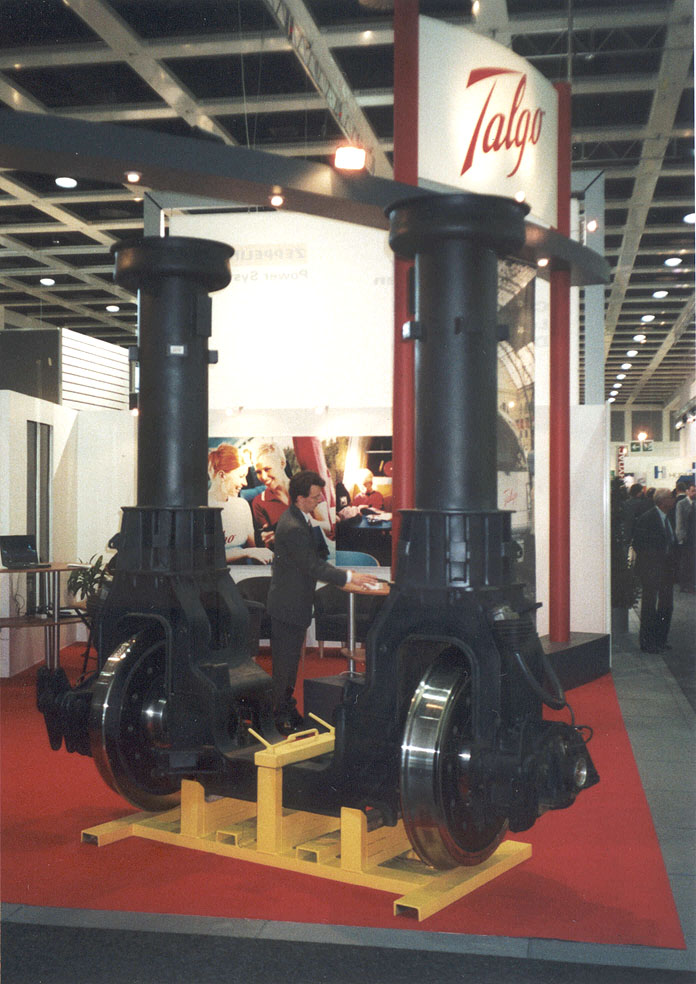
Suspensió pendular Talgo exposada a la Innotrans Berlin 2002

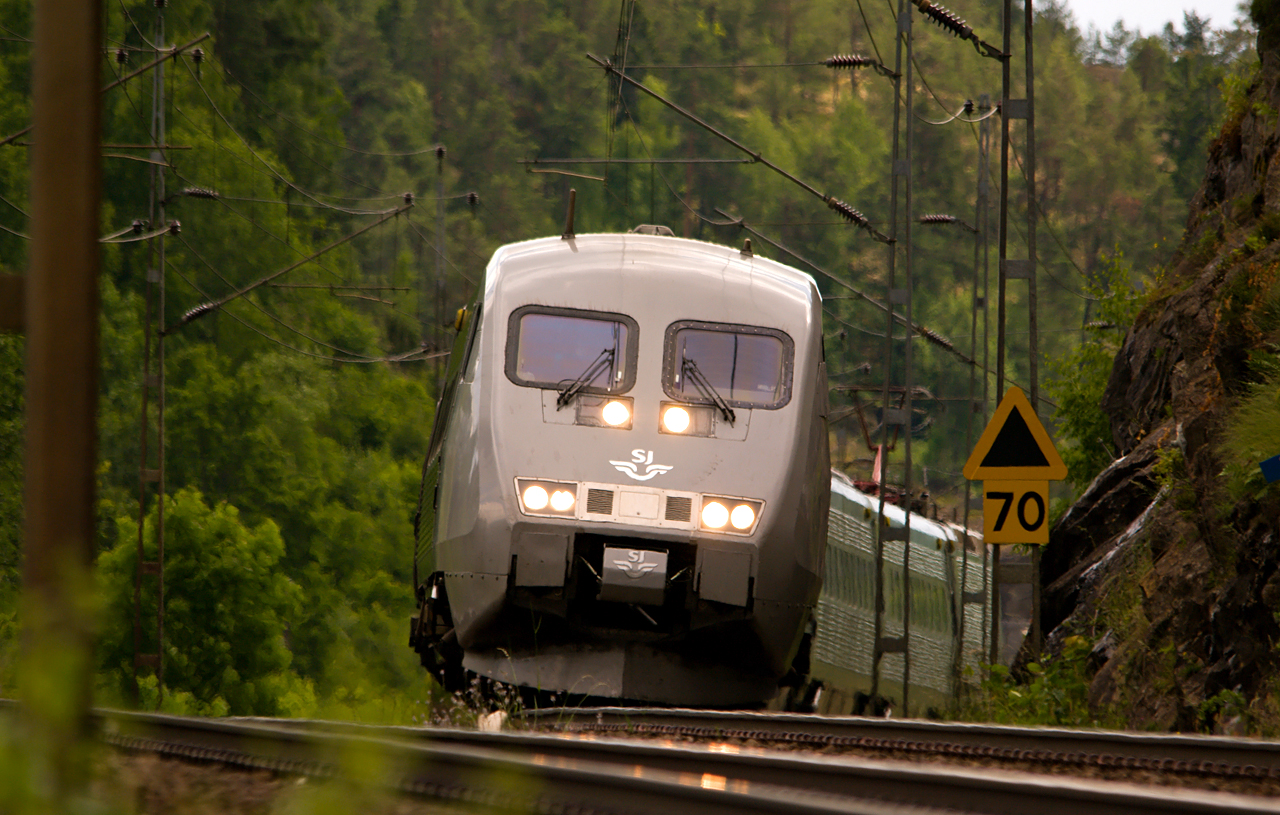
Tren X2000 a la línia Estocolm-Malmö (2011)

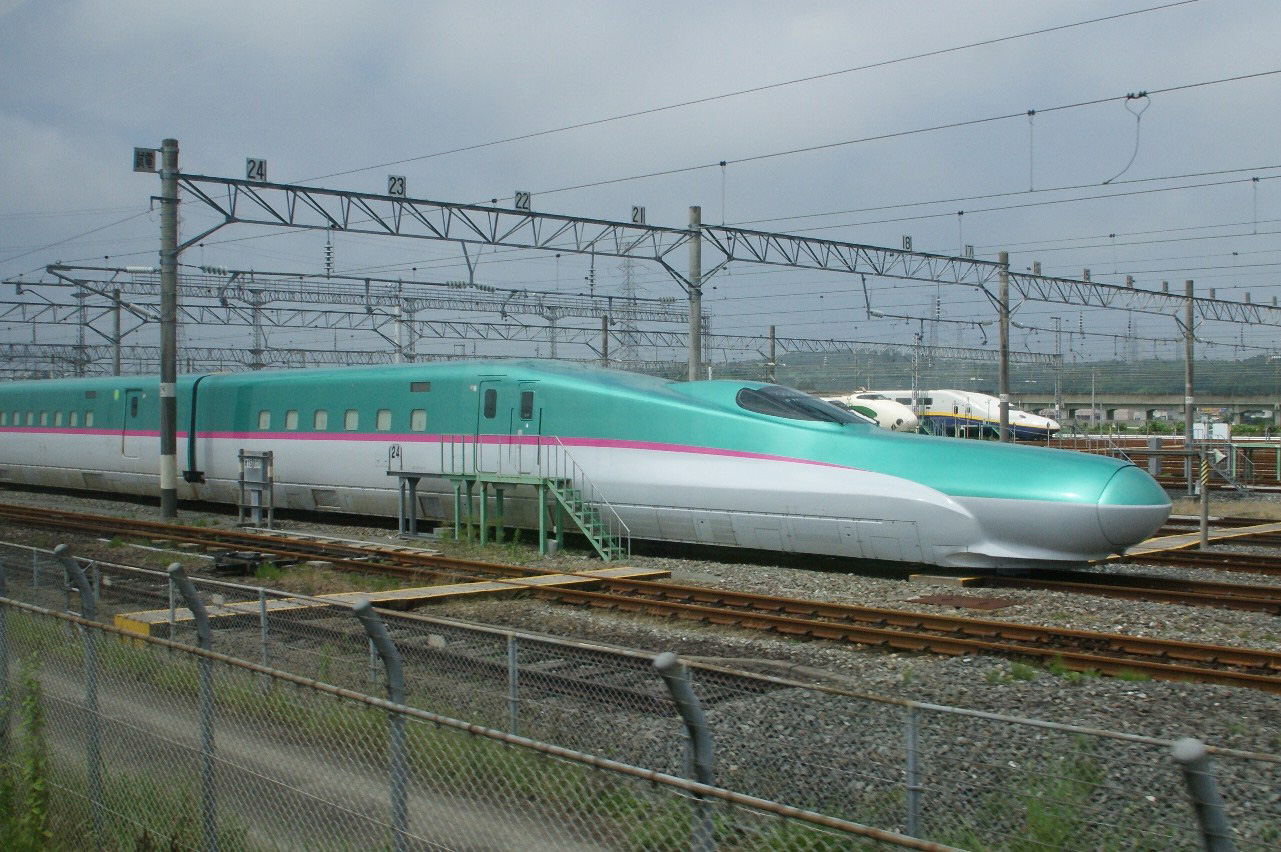
E5 series Shinkansen, pendular fabricat per Hitachi i Kawasaki

### "Santa Fe Pendulum Car”
Els primers cotxes pendulars van ser dissenyats el 1937 als Estats Units, pels enginyers de la Pacific Railway Equipment Company. Eren de basculament passiu i tenien la suspensió a la meitat de l’alçada de la caixa. Se’n van fabricar tres, amb dissenys diferents, i van ser utilitzats en línies comercials de la costa del Pacífic, essent la primera la línia de Santa Fe (Califòrnia) a partir de 1940. Per tal com s’empraven intercalats en combois de cotxes normals, no permetien una velocitat més gran del tren, però s’esperava que resultessin més confortables per als passatgers. Com que no tenien mecanismes per esmorteir el moviment pendular natural, provocaven sensació de mareig a algunes persones. Degut a això, a la necessitat d’un manteniment especial i a que la companyia fabricant va reorientar la seva activitat arran de la Segona Guerra Mundial, l'experiment no tingué continuïtat. Tanmateix, els tres cotxes van funcionar fins al 1965.

### UAC TurboTrain
Des de la dècada dels 1940 l'empresa espanyola Talgo desenvolupà els seus trens articulats, lleugers i de baixa alçada. A causa de les dificultats tecnològiques de la postguerra, treballà amb empreses estatunidenques tant a l’hora de fabricar com per comercialitzar els seus trens. Als anys 60, la United Aircraft Corporation (UAC) incorporà la suspensió del Talgo II modificada al seu TurboTrain, un tren pendular propulsat per una turbina d’aviació. Per reduir l’alçària del tren, els Talgo I i II tenien la suspensió a mitja alçada de la caixa. Per al TurboTrain es va redissenyar com una suspensió pendular pneumàtica, també a mitja alçada. Aquest va ser el primer tren pendular amb explotació comercial. Malgrat els problemes de manteniment, va circular des de 1968 pels Estats Units i pel Canadà, on va fer els darrers serveis a finals dels 1980.

### JR Series 381 EMU
El 1970 la companyia de ferrocarrils japonesa, JR, va dissenyar una unitat elèctrica múltiple (Series 591) i una dièsel (Series 391) experimentals, dotades de basculament passiu. L’objectiu no era augmentar la velocitat màxima de línies de llarga distància, sinó reduir les pèrdues de velocitat a les corbes en serveis regionals. Això, en trajectes muntanyosos i força sinuosos, representa un escurçament significatiu de la durada del viatge.
El mecanisme basculant era radicalment diferent al del Turbotrain: sobre la suspensió neumàtica es van col·locar uns elements rodants. Fixats sota la base de caixa hi havia uns rails corbats, muntats transversalment, que reposaven sobre els rodaments. Així, la força centrífuga feia bascular la caixa a la manera d’un balancí. El 1973 van entrar en servei comercial les EMU Series 381, amb aquest sistema, a la línia Nagoya-Nagano, amb un estalvi de temps del 16% -i amb problemes inicials de mareig, que van descartar el seu ús en línies d’alta velocitat, van impulsar millores en els seus descendents i, a la llarga, la substitució per models de basculament actiu. Tanmateix, la 381 va estendre’s a altres línies regionals i encara es manté activa en alguns recorreguts.

### Advanced Passenger Train ('APT')
A la dècada del 1960 British Rail inicià el projecte d’un tren per circular a alta velocitat per la línia oest (Londres-Glasgow), de traçat accidentat. L’Advanced Passenger Train era un tren innovador: lleuger (d'alumini), propulsat per turbina (posteriorment reconvertit a propulsió elèctrica), amb un sistema de frenat amb turbines d'aigua, i el primer amb basculament actiu. Tanmateix, el projecte es va ressentir de la manca d’inversió, dels canvis en l'equip responsable i de les polítiques dels governs conservadors a partir de 1979. Per exemple, calia millorar l'equipament del traçat i no només invertir en el tren. I finançar el projecte amb sumes proporcionades als resultats esperats. El disseny va ser fet per enginyers aeronàutics, però el desenvolupament es va traslladar a l'equip de British Railways, amb una organització arcaica i amb mètodes de treball adequats per a trens convencionals però no prou exigents per un projecte tan innovador. El 1981, en el context d’unes polítiques que exigien rendibilitat econòmica a les empreses públiques, l’APT es va posar en servei sense estar del tot a punt, i just abans de Nadal, en un període crític per les condicions climàtiques i l’impacte sobre els usuaris. El sistema de basculament va fallar en el retorn del viatge inaugural i uns dies després es va avariar el sistema de frens d’aigua (per la duresa de les glaçades). Immediatament es va desencadenar una allau de crítiques a la premsa i una campanya de ridiculització pels tabloides, que en van ensorrar la imatge i van disparar les reticències dels polítics. Amb els problemes resolts, es tornà a posar en servei el 1984, però va ser retirat definitivament al cap d’un any, malgrat el seu bon funcionament i just després de batre el rècord de velocitat en circulació comercial. Malgrat el seu fracàs d'explotació, però, els aprenentatges del projecte APT van possibilitar a British Railways la construcció del HST (un tren no basculant, per tant amb una concepció més antiga però amb molt bons resultats) i els seus derivats. I les solucions ideades per al basculament actiu van ser aprofitades per Fiat en el disseny del seu pendolino que, irònicament, dona servei actualment a la línia Londres-Glasgow.

### Pendolino
L’any 1969 Fiat Ferroviaria desenvolupà un prototip de tren basculant actiu, batejat Pendolino, que ha esdevingut, amb les seus successius derivats, el tren pendular més utilitzat. El primer model comercial, l'ETR 401, entrà en servei amb dues unitats el 1976 a la línia Roma-Ancona dels ferrocarrils estatals italians. El mateix any, Renfe va adquirir-ne algunes unitats, adaptats a l’ample de via ibèric, per estudiar-ne la viabilitat. Degut al seu color groc es va conèixer popularment com “Platanito”. El 1982 Fiat va comprar a British Rail les patents de l'APT i millorà el disseny del sistema basculant produint l'ETR 450, el primer amb àmplia utilització comercial. Els seus derivats van incorporar millores com la variació de l'angle d'inclinació, pistons laterals anti-basculament, pantògrafs basculants, etc. L'any 2000 la companyia Alstom adquirí Fiat Ferroviaria i va continuar la producció amb el Nou Pendolino. Actualment circula per Itàlia, Suïssa, Alemanya, Portugal, Eslovènia, Finlàndia, Rússia, la República Txeca, el Regne Unit, Romania, Polònia i Xina. També circula a Espanya en línies d'alta velocitat amb la basculació desactivada (Alvia 104 i 114).

### Talgo pendular
Quan Renfe va adquirir el “platanito”, feia uns quatre anys que l'empresa Talgo treballava en la solució pendular al seus trens lleugers: basculament passiu, amb una suspensió neumàtica muntada sobre uns pilars de forma que queda prop del sostre de la caixa. Com que té menys manteniment i consumeix menys energia que el sistema actiu, Renfe es va decantar per Talgo i l’any 1980 va entrar en servei comercial el Talgo IV o Talgo Pendular a la línia Madrid-Saragossa. Tot i que no donava un gran velocitat (160 km/h el 1986), aquest Talgo i els seus successors van ser àmpliament utilitzats. El seu èxit compartint vies amb els trens convencionals es devia en part a la baixa densitat de tràfic del sistema ferroviari espanyol.

### X2000
El 1990 els ferrocarrils suecs van posar en servei a la línia Estocolm-Göteborg les primeres unitats del tren pendular X2000, fabricat per ABB. El seu sistema basculant estava en gran part basat en el disseny de l'APT. A més incorporava un sistema d'auto-direcció de les rodes: els dos eixos de cada bugi poden orientar-se radialment, cosa que redueix el desgast de les rodes, que és elevat circulant a gran velocitat en corba.

### Altres
Posteriorment han incorporat el basculament -principalment actiu- altres fabricants com Amtrak (USA) i Bombardier (Canadà), amb l'Acela Express i altres productes per circulació en vies estàndard, o els japonesos Hitachi i Kawasaki que l'utilitzen també en el tren bala que circula per vies específiques d'alta velocitat. Altres fabricants, com Siemens, n’han fet dissenys però han renunciat a explotar-los considerant que no en podrien vendre prou unitats.

## Problemàtica
Els ferrocarrils d’alta velocitat permeten actualment velocitats màximes entre 200 i 350 km/h, amb la següent estratificació:
- Línies exclusives de molt alta velocitat: per sobre de 300 km/h; les més noves s’estan construint per a 300-360 km/h i la propera generació podrà arribar als 400 km/h
- Línies exclusives d’alta velocitat: 240-300 km/h
- Línies convencionals millorades i/o amb trams d’alta velocitat: 200-250 km/h.

Els trens pendulars s’utilitzen majoritàriament en aquestes darreres. Tanmateix, el Shinkansen utilitza basculaments amb baix angle d’inclinació per augmentar la velocitat en les línies més velles. És probable que aquesta tendència s’acabi generalitzant en altres línies exclusives d’alta velocitat.
La circulació a altes velocitats per vies convencionals té repercussions sobre la gestió de la línia. D’una banda, cal adaptar els sistemes de senyalització i de seguretat a la velocitat dels trens. També la catenària ha de garantir el flux d’energia a unes màquines amb més consum, i assegurar un bon contacte amb els pantògrafs que es desplacen a més velocitat i estan muntats sobre caixes basculants. Aquests aspectes van ser en part responsables del fracàs de l’APT britànic.
D’altra banda, la força centrífuga exercida sobre els rails és superior a la dels trens convencionals, i també superior a la dels trens ràpids circulant per les corbes més obertes de les vies d’alta velocitat. Això implica d'una banda un major desgast dels rails i de les rodes i, d'una altra, més deformacions i desplaçaments dels rails i del balast. Tot plegat comporta un augment dels costos de manteniment de la via i dels trens.
Els sistemes de basculació activa també necessiten més manteniment que els passius, i impliquen un major consum d’energia. Per aquest motiu s’ha donat el cas d’equips basculants que han acabat circulant amb el sistema desactivat (com el platanito i altres
a Espanya, l’ICE a Alemanya) o que s’han adquirit sense basculació (Alvia S 104 i 114 a Espanya).

### Sensació de mareig
Tanmateix, el problema que s’associa més sovint als trens pendulars és la sensació de mareig que poden produir. De fet, tots els tipus de trens provoquen mareig a un percentatge de passatgers, però aquesta proporció és major quan són basculants. El problema va ser notable en els primers trens d’aquest tipus, no només per motius inherents al basculament sinó també per manca d’experiència dels gestors. Així, els conductors dels primers basculants japonesos, formats amb trens convencionals, agafaven les corbes a massa velocitat i l’APT britànic va adquirir molt mala fama perquè en el trajecte de tornada del viatge inaugural el sistema de basculació va deixar de funcionar, cosa que va provocar mareig a la majoria de passatgers.
Des d’aleshores s’han realitzat nombrosos estudis sobre les causes del mareig i s’han dissenyat solucions per compensar-les. Els mecanismes fisiològics del mareig no es coneixen bé, però és clar que és degut a factors múltiples i que tenen un efecte acumulatiu. Per tant, compensar-ne alguns pot rebaixar l'estímul global per sota de la sensibilitat de la majoria dels passatgers. Actualment els problemes de mareig s’han reduït notablement.
Un dels motius del mareig és que, en els primers sistemes actius, transcorria un petit lapse de temps entre que els sensors del vagó detectaven la corba i que s’iniciava la inclinació de la caixa. L’APT va solucionar aquest problema instal·lant els sensors corresponents a cada cotxe en el vagó precedent. Tanmateix va ser una fallada en la comunicació entre cotxes que va causar l’avaria del sistema en el viatge inaugural. Una segona solució va ser l’ús de repetidors, és a dir radiobalises col·locades en punts clau de la via que indiquen al vagó quan han d'iniciar el basculament. Posteriorment s’han desenvolupat sistemes predictius, que no calculen la inclinació necessària per a cada cotxe en resposta a les característiques que detecten en el traçat, sinó en funció de dades prèviament programades i de la localització del tren mitjançant GPS.
La pendulació natural també comporta un retard inevitable abans que la força centrífuga inclini la caixa. Per aquest motiu els sistemes passius provoquen més problemes de mareig i tenen una velocitat en corba més limitada. A més, s'hi produeix un vaivé natural quan el vagó surt de la corba, ocasionant moviments pendulars en ambdós sentits, que incrementen el mareig. Aquest segon efecte es corregeix afegint mecanismes hidràulics laterals que eviten les oscil·lacions.
Una vegada es va corregir el temps de resposta a la corba, va aparèixer una segona causa de mareig: quan la inclinació compensa perfectament l'efecte de la força centrífuga, els passatgers tenen la sensació d’estar verticals i de no estar girant, però veuen el paisatge inclinat. La discordança entre les sensacions trameses pels òrgans interns de l'equilibri, localitzats a la oïda, i la percepció visual s'ha identificat com un dels principals factors de mareig. La solució ha estat reduir la inclinació, cercant un compromís entre el desconfort dels passatgers degut a la força centrífuga i una certa percepció d’estar en una corba, per tal que el cervell pugui processar la inclinació del paisatge que es veu. Com que aquest compromís pot ser diferent segons la sensibilitat de cada persona, s’accepta generalment que aquest factor és encara la causa de mareig més habitual.
Són molt importants per al confort dels passatgers les corbes de transició, que permeten un canvi progressiu de la circulació en línia recta a la corba circular. Si són massa curtes, la sensació de mareig augmenta. Però, com que la seva curvatura és progressiva, la sincronització del basculament hi és més difícil d’aconseguir. També causen mareig les irregularitats a la via. Els sistemes predictius permeten dissenyar prèviament el comportament del tren en cada tram del recorregut, ajustant-lo acuradament tant a les corbes com a les transicions. Els més evolucionats enregistren dades durant la circulació, de forma que la programació pot compensar, no sols les característiques de la via tal com es va dissenyar, sinó també les irregularitats detectades en viatges anteriors. D’altra banda, el correcte funcionament del sistema basculant s’ha de complementar amb un bon manteniment de les vies.
Els avantatges dels sistemes basculants predictius han portat a afegir accionadors actius als trens pendulars passius més moderns. La part activa regula l'entrada en funcionament del sistema passiu i l'angle d'inclinació. Així se'n milloren les prestacions, però s'obté igualment un estalvi energètic, ja que la força centrífuga segueix sent el principal motor del sistema.